# 拉瓜尔迪亚德海恩
拉瓜尔迪亚德海恩，是西班牙安达卢西亚自治区哈恩省的一个市镇。总面积38平方公里，总人口2179人（2001年），人口密度57人/平方公里。